# Waterloo, Alabama
Waterloo là một thị trấn thuộc quận Lauderdale, tiểu bang Alabama, Hoa Kỳ. Dân số năm 2009 là 212 người, mật độ đạt 109 người/km².